# Герб комуни Гагнеф
Герб комуни Гагнеф (швед. Gagnefs kommunvapen) — символ шведської адміністративно-територіальної одиниці місцевого самоврядування комуни Гагнеф.

## Історія
Герб було розроблено для ландскомуни Гагнеф. Отримав королівське затвердження 1946 року.    
Після адміністративно-територіальної реформи, проведеної в Швеції на початку 1970-х років, муніципальні герби стали використовуватися лишень комунами. Цей герб був 1971 року перебраний для нової комуни Гагнеф.
Герб комуни офіційно зареєстровано 1974 року.

## Опис (блазон)
У червонному полі золотий хвилястий вилоподібний хрест. 

## Зміст
Сюжет герба походить з парафіяльної печатки 1664 року. Хвилястий вилоподібний хрест означає злиття річок Вестердалельвен і Естердалельвен у Далельвен.   